# Ernie Ackerley
Ernest Nicol Ackerley (23 tháng 9 năm 1943 – 1 tháng 6 năm 2017) là một cầu thủ bóng đá người Anh thi đấu ở Football League, ở vị trí tiền đạo.
Ông sinh ra ở Scotland và lớn lên ở Manchester.